# 南方医科大学珠江医院
南方医科大学珠江医院（南方医科大学第二附属医院、南方医科大学第二临床医学院），位于广东省广州市海珠区南石头街道工业大道中253号，是南方医科大学的综合性教学医院，为综合性三级甲等医院。

## 沿革
- 1947年2月，在第二次国共内战前线山东省沂蒙山区江裕镇组建中国人民解放军第十后方医院。1947年2月至1955年6月，医院先后转战山东省、河北省、江苏省、安徽省、江西省、福建省，参加了国共内战华中、华东战场各大战役的前线收治工作，收治伤病员34000多名[1]。
- 1947年10月，更名中国人民解放军第三后方医院[1]。
- 1948年12月，更名中国人民解放军济南市第一临时医院[1]。
- 1950年4月，更名中国人民解放军第五野战医院[1]。
- 1952年10月，更名中国人民解放军第一野战医院[1]。
- 1955年1月，更名中国人民解放军第一〇三医院。1955年6月，医院整编为第一〇三医院，进驻福建省永安市，结束了野战医院任务，开始担负驻军医院任务。从1955年6月到1978年5月归建中国人民解放军第一军医大学的23年间，医院为驻地军民诊疗查体16万余人次，培训基层医务人员4000多人[1]。
- 1978年5月1日，根据中国人民解放军总参谋部批复和中国人民解放军总后勤部通知，“确定一〇三医院调给第一军医大学作教学医院”，医院迁至广东省广州市，归属中国人民解放军第一军医大学（隶属总后勤部），对内称中国人民解放军第一军医大学第二附属医院，对外称珠江医院。1981年10月迁至广州市海珠区院址，1983年1月在广州正式开诊[1]。
- 1994年，被评为军队首批三级甲等医院。
- 2004年6月21日，珠江医院新医疗区奠基[5]。
- 2004年8月，根据国务院、中央军委命令，医院随第一军医大学整体移交广东省[6][7]，更名南方医科大学第二临床医学院（珠江医院）[1]。
- 2007年11月，总建筑面积16万余平方米的新医疗区正式启用[1]。
- 2020年7月11日，南方医科大学珠江医院儿科楼正式开业[8][9][10]。

## 历任领导
| 院长 …… - 杨根远（1985年12月—1988年9月，第一军医大学第二附属医院院长） …… - 杨希山（？—？，第一军医大学第二附属医院院长） - 陈志中（？—2005年7月，第一军医大学第二附属医院院长；2005年7月—？，珠江医院院长） - 曾其毅（2010年7月—？） - 王前（2016年5月—2021年9月） - 郭洪波（2021年9月—） | 党委书记 …… - 王鹤亭（？—1998年1月，第一军医大学第二附属医院政治委员） - 肖社初（？—2004年，第一军医大学第二附属医院政治委员；2004年—？，珠江医院党委书记） - 黄立农（？—2019年5月） - 王前（2019年5月—） |